# Compartimento di Firenze
Il compartimento di Firenze fu una suddivisione amministrativa del Granducato di Toscana. Nella ripartizione territoriale leopoldina del 9 marzo 1848 e Regolamento attuativo del 20 novembre 1849 confinava a nord e a est con lo Stato Pontificio, a sud con i compartimenti di Arezzo e Siena, a ovest con i compartimenti di Pisa e Pistoia.

## Storia
Il più grande compartimento toscano derivava dall'ancor più vasta provincia fiorentina, dalla quale erano stati successivamente distaccati i territori di Arezzo (1º novembre 1825) e Pistoia (9 marzo 1848). La provincia pistoiese ebbe però vita breve, e cedette subito due dei suoi tre distretti (Pistoia e San Marcello) al compartimento della capitale.
Inizialmente il territorio del Compartimento fu diviso in otto distretti geografici: Campagna fiorentina, Montagna fiorentina, Campagna e montagna pistoiese, Romagna toscana, Lunigiana granducale, Valdarno, Versilia e Livorno. Comprendeva due governi (Firenze, Livorno con Portoferraio), quattro commissariati regi (Arezzo, Pistoia, Pescia, Prato) trentasei vicariati e sessanta podesterie. Firenze aveva come delegazioni di governo (attività di polizia): 
- nel circondario di Firenze, i quartieri cittadini di S. Giovanni, S. Croce, Santa Maria Novella, S. Spirito e Figline, Borgo S. Lorenzo, Marradi, Pontassieve, Prato, S. Casciano, Scarperia;
- nel circondario di Pistoia, S. Marcello;
- nel circondario di S. Miniato al Tedesco Empoli, Castelfiorentino e Fucecchio;
- nel circondario di Rocca S. Casciano, Bagno di Romagna e Modigliana.

Le sedi delle sottoprefetture furono Pistoia, San Miniato e Rocca San Casciano.
Dopo l'Unità d'Italia il territorio fu ereditato dalla provincia di Firenze, che subì negli anni 1920 alcune importanti decurtazioni: il distacco (1923) di gran parte della Romagna toscana (circondario di Rocca San Casciano), la cessione (1925) a Pisa di alcuni comuni del circondario di San Miniato e la ricostituzione (1927) della provincia di Pistoia. Rispetto al territorio originario del compartimento la provincia italiana manca inoltre dei sette comuni che nel 1992 hanno dato vita alla provincia di Prato.